# Nippon Gaishi Hall
A Nagoya Civic General Gymnasium (名古屋市総合体育館; Hepburn: Nagoya-shi Sōgō Taiikukan), korábban Nagoya Rainbow Hall 10 000 fő befogadására képes fedett sportaréna Nagojában. 2007. április 1-je óta Nippon Gaishi Hall a csarnok hivatalos neve az NGK Insulators szponzorálása miatt.
A csarnokban tartották meg a 2006-os férfi röplabda-világbajnokság csoportkörének néhány mérkőzését.